# Nagagutsu Point
Der Nagagutsu Point (japanisch 長靴岬 Nagagutu-misaki, norwegisch Støvelodden, beiderseits übersetzt Stiefelkap) ist eine vereiste Landspitze, die das südöstliche Ende der Insel Padda vor der Prinz-Harald-Küste des ostantarktischen Königin-Maud-Lands bildet.
Norwegische Kartographen kartierten sie anhand von Luftaufnahmen der Lars-Christensen-Expedition 1936/37. Wissenschaftler einer japanischen Antarktisexpedition (1957–1962) kartierten sie erneut und gaben ihr ihren deskriptiven Namen. Das Advisory Committee on Antarctic Names übertrug die japanische Benennung 1968 in einer orthographisch inkorrekten Teilübersetzung ins Englische.